# Oiva Lommi
Oiva Lommi, né le 30 juin 1922 et mort le 23 juillet 2000, est un rameur finlandais.

## Biographie

### Palmarès

#### Aviron aux Jeux olympiques
- 1952 à Helsinki,  Finlande
  -  Médaille de bronze en quatre sans barreur[1]